# Sindžár
Sindžár (arabsky سنجار‎; kurdsky شەنگال) je město v Ninivském guvernorátu v Iráku. Leží na severozápadě guvernorátu na jižním úpatí pohoří Sindžár a u hranice Iráckého Kurdistánu, který si jej nárokuje.
Počátkem třetího tisíciletí byli významnou skupinou obyvatel města jezídové mluvící jazykem kurmándží, kteří ale masově město opustili v létě 2014 na útěku před bojovníky islamistického Islámského státu a ve městě tak zůstalo jen zhruba 25 tisíc lidí. Několik tisíc jezídů bylo přitom v Sindžáru zabito.

## Osobnosti
- Mirza Dinnayi (* 1973) – jezídský humanitární aktivista